# Lista de prefeitos de Lagoa de Velhos
Esta é a lista de prefeitos de Lagoa de Velhos, município brasileiro do estado do Rio Grande do Norte. O prédio da prefeitura chama-se Palácio Ivo Ferreira Neto.
Até o momento, sete ex-prefeitos estão vivos: Fausta Carvalho de Lira, José Ivo de Souza, Aílton Araújo, Washington Ítalo da Silva, Severino Ribeiro Sobrinho, Igor Costa Araújo e Sonyara de Souza Ribeiro Ferreira. O último ex-prefeito a falecer foi Maclidones Costa, em 25 de dezembro de 2020, aos 81 anos.
| Nº | Prefeito                          | Imagem                    | Partido                   | Início do mandato       | Fim do mandato          | Vice-prefeito             | Observações                         |
| -- | --------------------------------- | ------------------------- | ------------------------- | ----------------------- | ----------------------- | ------------------------- | ----------------------------------- |
| 1  | Fausta Carvalho de Lira           |                           | PSD                       | 20 de junho de 1962     | 31 de janeiro de 1964   | —                         | Prefeita nomeada                    |
| 2  | Ivo Ferreira Neto                 |                           | PSD                       | 1º de fevereiro de 1964 | 21 de fevereiro de 1966 | Solon Solano de Lira      | Prefeito e vice eleitos             |
| 3  | Solon Solano de Lira              |                           | PSD                       | 22 de fevereiro de 1966 | 31 de janeiro de 1969   | —                         | Vice-prefeito eleito no cargo       |
| 4  | João Evangelista Ribeiro          |                           | ARENA                     | 1º de fevereiro de 1969 | 9 de junho de 1969      | Maclidones Costa          | Prefeito e vice eleitos             |
| 5  | Marco Aurélio de Sá               |                           | Sem partido               | 10 de junho de 1969     | 10 de setembro de 1969  | —                         | Interventor estadual                |
| —  | João Evangelista Ribeiro          |                           | ARENA                     | 11 de setembro de 1969  | 16 de outubro de 1970   | Maclidones Costa          | Prefeito e vice reassumem os cargos |
| 6  | Maclidones Costa                  |                           | ARENA                     | 17 de outubro de 1970   | 31 de janeiro de 1973   | —                         | Vice-prefeito eleito no cargo       |
| 7  | Francisco de Assis Fonseca        |                           | ARENA                     | 1º de fevereiro de 1973 | 31 de janeiro de 1977   | José Pinheiro Borges      | Prefeito e vice eleitos             |
| 8  | José Ivo de Souza                 |                           | MDB                       | 1º de fevereiro de 1977 | 31 de janeiro de 1983   | Luís Ribeiro da Fonseca   | Prefeito e vice eleitos             |
| 9  | Aílton Araújo                     |                           | PMDB                      | 1º de fevereiro de 1983 | 31 de dezembro de 1988  | José Hélio da Fonseca     | Prefeito e vice eleitos             |
| 10 | José Ivo de Souza                 |                           | PMDB                      | 1º de janeiro de 1989   | 31 de dezembro de 1992  | Regina Souza da Silva     | Prefeito e vice eleitos             |
| 11 | Aílton Araújo                     |                           |                           | 1º de janeiro de 1993   | 31 de dezembro de 1996  | não encontrado            | Prefeito e vice eleitos             |
| 12 | José Ivo de Souza                 |                           | PMDB                      | 1º de janeiro de 1997   | 31 de dezembro de 2004  | Damião Antônio da Silva   | Prefeito e vice eleitos             |
| 12 | José Ivo de Souza                 | Prefeito e vice reeleitos | PMDB                      | 1º de janeiro de 1997   | 31 de dezembro de 2004  | Damião Antônio da Silva   |                                     |
| 13 | Aílton Araújo                     |                           | PL                        | 1º de janeiro de 2005   | 18 de outubro de 2006   | Washington Ítalo da Silva | Prefeito e vice eleitos             |
| 14 | Washington Ítalo da Silva         |                           | PSDB                      | 19 de outubro de 2006   | 31 de dezembro de 2008  | —                         | Vice-prefeito eleito no cargo       |
| 15 | Severino Ribeiro Sobrinho         |                           | PR                        | 1º de janeiro de 2009   | 31 de dezembro de 2012  | José Nildo Galdino        | Prefeito e vice eleitos             |
| 16 | Igor Costa Araújo                 |                           | DEM                       | 1º de janeiro de 2013   | 31 de dezembro de 2016  | Elíria Carvalho Souza     | Prefeito e vice eleitos             |
| 17 | Sonyara de Souza Ribeiro Ferreira |                           | PSD                       | 1º de janeiro de 2017   | 31 de dezembro de 2024  | José Nildo Galdino        | Prefeita e vice eleitos             |
| 17 | Sonyara de Souza Ribeiro Ferreira | PSDB                      | Prefeita e vice reeleitos | 1º de janeiro de 2017   | 31 de dezembro de 2024  | José Nildo Galdino        |                                     |
| 18 | José Nildo Galdino                |                           | PSD                       | 1º de janeiro de 2025   | até a atualidade        | Ivanaldo Lotério da Silva | Prefeito e vice eleitos             |